# Best Aviation
Best Air, una filial de Best Aviation, es una aerolínea privada doméstica de Bangladés. La compañía fue fundada en 2007 mediante una unión de empresas entre Best Aviation y la compañía kuwaití, Aqeeq Aviation Holding que controla un 70% del accionariado de la aerolínea. Comenzó a operar en enero de 2008 desde el Aeropuerto Internacional Zia de Daca y actualmente vuela un destino doméstico.

## Historia
La compañía matriz de Best Air, Best Aviation, comenzó a operar en 1999 como aerolínea de helicópteros. Best Aviation comenzó a operar como aerolínea de carga en 2000. Best Aviation ha estado operando con diversos tipos de cargueros en los sectores doméstico e internacional.
Best Air obtuvo una licencia en 2006 de la Dirección de Aviación Civil de Bangladés para operar servicios de pasajeros domésticos e internacionales. Best Air comenzó con un B-737 a operar desde Daca a un destino regional doméstico, Chittagong. La compañía asegura que en su segunda fase, planea operar a destinos como son Calcuta, Jaipur, Bangkok, Kunming, Oriente Medio y Europa utilizando aviones de fuselaje ancho.
Recientemente la compañía obtuvo un MD-83 en leasing para operar a nuevos destinos como Dubái, Kuala Lumpur, Hong Kong, etc.

## Destinos
Best Air vuela a los siguientes destinos:

### Domésticos
- Bangladés
  - Daca (Aeropuerto Internacional Zia) Hub
  - Chittagong (Aeropuerto Internacional Shah Amanat)

### Internacional
- India
  - Calcuta (Aeropuerto Internacional Netaji Subhash Chandra Bose)
  - Jaipur (Aeropuerto de Jaipur)
- Tailandia
  - Bangkok (Aeropuerto Suvarnabhumi)
- China
  - Kunming (Aeropuerto Internacional de Kunming Wujiaba)

## Flota
La flota de Best Air consiste de las siguientes aeronaves (a 1 de diciembre de 2010):